# Nana Osten
Nana Osten, geboren als Renate Schwebs, (* 1. Juni 1940 in Berlin-Wilmersdorf) ist eine heute inaktive, deutsche Schauspielerin mit Kurzzeitkarriere sowohl in der Bundesrepublik als auch in der DDR.

## Leben
Renate Schwebs besuchte erst die Grund-, dann die Oberschule. Nebenbei erhielt sie Tanzunterricht an der Staatlichen Ballettschule, nahm Schauspielunterricht bei Herbert Steininger und trat kurzzeitig als Tänzerin im Zirkus Barlay auf. Bei der DEFA wurde man 1957 auf die 17-Jährige aufmerksam und überließ ihr unter dem Namen „Nana Schwebs“ die Haupt- bzw. Titelrolle der hellblonden Vollwaisen Helga, die in Ein Mädchen von 16 ½ in der Großstadt Männerbekanntschaften macht und bald auf die schiefe Bahn zu geraten droht. Es folgte noch im Uraufführungsjahr 1958 ein Rollenangebot aus der Bundesrepublik, das sie, wie alle Folgearbeiten, unter dem Pseudonym Nana Osten annahm. In den folgenden Jahren wurde Osten eine Wanderin zwischen West und Ost, spielte sowohl in bundesdeutschen als auch in ostdeutschen Film- und Fernsehproduktionen.
In Kurt Hoffmanns Nebenwerk Der Engel, der seine Harfe versetzte (1959) verkörperte sie den titelgebenden, blonden Rauschgoldengel. Es wurde Nana Ostens bekanntester Film. Mit dem Mauerbau und einem offen ausgetragenen Disput mit Karl-Eduard von Schnitzler, dem SED-Sprachrohr im DDR-Fernsehen – Schnitzler soll sie als „schauspielerisch impotent“ bezeichnet haben, worauf Osten konterte, der adelige Alt-Stalinist sei ein „Idiot von Format“ – folgte sie dem Regisseur Piero Vivarelli, unter dem sie soeben als Partnerin von Helmut Griem in dem im zeitgenössischen Berlin spielenden Ost-West-Drama „Oggi a Berlino“ mitwirkte, in dessen Heimatland Italien. Nach nur einer einzigen weiteren, 30 Minuten kurzen Fernsehproduktion für den NDR verschwand Nana Osten 1962 komplett aus dem öffentlichen Blickfeld. Ob bzw. wo sie derzeit noch lebt, ist vollkommen unbekannt.

## Filmografie (komplett)
- 1958: Ein Mädchen von 16 ½
- 1958: Nur eine Frau
- 1958: Blitzmädels an die Front
- 1959: Der Engel, der seine Harfe versetzte
- 1960: Endstation Rote Laterne
- 1960: Tanzmädchen für Istanbul (Fernsehfilm)
- 1960: Es geschah an der Grenze (Folge: Spiel mit dem Feuer)
- 1961: Bei Anruf Mord (Fernsehfilm)
- 1962: Oggi a Berlino
- 1962: Das Mädchen aus Guayaquil (Fernseh-Kurzfilm)